# Дуван (производ)
Дуван се односи на више од 70 врсти биљака из рода  фамилије Solanaceae, као и на производе које се праве од осушених листова дувана, као што су цигаре и цигарете, дувана за лулу, дувана за жвакање и ароматични дуван за наргиле. Дуван се користи и у биоинжињерингу биљака и као украс, а хемијске компоненте из дувана се користе за израду неких пестицида и лекова.
Сматра се да је главна комерцијална врста, N. tabacum, пореклом из тропске Америке, као и све биљке из рода Nicotiana, али она се толико дуго узгаја, да се не зна за њу у дивљини. N. rustica, врста која даје брзо гореће листове, била је врста дувана која се првобитно узгајала у Вирџиније, али данас се углавном узгаја у Турској, Индији и Русији. Адиктивни алкалоид никотин се сматра најкарактеристичнијим састојком дувана, али штетне последице употребе дувана се могу добити од хиљада других једињења које настају у диму, као што су полициклични ароматични угљоводоници (на пример бензопирен), формалдехид, кадмијум, никл, арсен, дуванске нитросамине, фениле и многи други. Дуван такође садржи бета-карболинске алкалоиде који инхибитују моноаминску оксидазу.
Узгајање дувана је слично узгајању других пољопривредних производа. Семе се сеје у хладним рамовима или жариштима да се спрече напади инсеката, а затим се пресађује у поља. Дуван је једногодишња биљка, која се бере механички или ручно. Након бербе, дуван се складишти за сушење, било вешањем, груписањем или стављањем на велике гомиле са цевастим отворима како би топлота мога да изађе из центра. Сушење омогућава спору оксидацију и деградацију каротеноида. Ово омогућава дувану да добије одлике које се обично приписују „глаткоћи“ дима. Након тога, дуван се пакује у зависности од вида употребе, у шта спада пушење, жвакање, ушмркивање, итд. Већина цигарета користи дуван сушен у посебним објектима са контролисаном циркулацијом ваздуха (сушаре), који даје дим блажи и лакши за удисање. Коришћење сушеног дувана ниског коефицијента киселости који се може удисати главни је разлог зашто пушење изазива рак плућа и друге болести повезане са удисањем дима.
У употреби дуван се најчешће користи у виду пушења, жвакања и ушмркавања. Дуван се у Америци дуго користио као ентеоген, али након доласка Европљана у Северну Америку, ускоро је постао важна трговачка роба и дрога. Ова популарност је довела до развоја јужњачке привреде у САД засноване на дувану, све док он то место није уступио памуку. Након Америчког грађанског рата, промена у потражњи и техници производње је омогућила настанак цигарета. Овај нови производ је брзо довео до развијања дуванске индустрије.
Употреба дувана је активност које данас практикује око 1,1 милијарди особа и више од једне трећине одраслог становништва. Ниво пушења се усталио или опада у развијеним државама, али наставља да расте у земљама у развоју.
Према Светској здравственој организацији, дуван је убедљиво најчешћи узрок смрти у свету који се може спречити. У извештају из 2008. СЗО је проценила да дуван проузрокује 5,4 милиона смрти годишње. Дуван најчешће изазива болести које погађају срце, јетру и плућа, а пушење је главни фактор ризика за срчане ударе, мождане ударе, хроничне опструктивне болести плућа (укључујући хронични бронхитис) и рак (нарочито рак плућа, рак гркљана и рак гуштераче). Такође, због јаких адиктивних особина дувана, настају толеранција и зависност.

## Етимологија
Енглеска реч tobacco потиче од шпанске и португалске речи „tabaco“. Прецизно порекло ове речи је спорно, али се генерално сматра да је изведена бар делом, из тајнског, аравачког језика Кариба. У тајнском, ова реч означава било завијање листова дувана (према Бартоломеу де лас Касасу, 1552) употребу табага, вид луле Y-облика која је кориштена за удисање дуванског дима (према Овиеду; док се сами листови називају cohiba).
Међутим, можда коинсидентно, сличне речи у шпанском, португалском и италијанском су кориштене од 1410. за дефинисање лековитог биља, за које се сматра да потичу из арапске речи طُبّاق ṭubbāq (као и طُباق ṭubāq), речи за који се наводи да датира из 9. века, као име разног биља.

## Историја

### Традиционална употреба
Дуван је дуго кориштен у Америкама, где нека култивациона места у Мексику датирају уназад из 1400–1000. п. н. е. Многа урођеничка индијанска племена су традиционално узгајала и користила дуван. Источна Северно Америчка племена су вековима имала традицију ношења дувана у врећама као широко прихваћену трговинску ставку, као и ради пушења у друштвеним и церемонијалним околностима, попут запечаћења мировног уговора или трговинског споразума. У неким популацијама, дуван се сматрао даром створитеља, те да је церемонијални дувански дим носио пушачеве мисли и молитве до ствараоца.

### Популаризација
Након доласка Европљана у Америку, дуван је постао све популарнији као трговински предмет. Ернандез де Банколо, шпански хроничар Кариба, је био први Европљанин који је донео семе дувана у Стари свет 1559. године по налогу краља Филипа II од Шпаније. То семе је посејано на периферији Толеда, специфичније у области познатој „Лос Цигаралес“ именованој по непрекидним штетама од цврчака (cigarras у шпанском). Пре развоја лакших Вирџинија и белих бурли сојева дувана, дим је био сувише оштар за удисање. Мале количине су пушене при појединачним употребама, користећи лулу као што је мидвах или кисеру, или пушећи помоћу нових изума, водених лула као што су бонг или наргила.
Наведене користи од дувана су донекле допринеле његовом знатном успеху. Астроном Томас Хариот, који је пратио Ричарда Гренвила на његовој експедицији из 1585. године на острво Роаноук, је објаснио да биљка „отвара све поре и пролазе тела“ тако да су код урођеника „тела приметно здравствено очувана и да они не знају за много тешких болести, којима смо ми у Енглеској често погођени“.
Дуванско пушење, жвакање, и удисање је постало исходиштем једне од значајнијих индустрија у Европи и њеним колонијама до 1700.
Дуван је био значајан профитабилан усев у Куби и другим деловима Кариба још од 18. века. Кубанске цигаре су познате широм света.
У касном 19. веку су цигарете постале популарне. Џејмс Бонсак је креирао машину која аутоматизује производњу цигарета. Ово повећање производње је омогућило огроман пораст у дуванске индустрије све до открића његовог импакта на здравље током касног 20. века.
Дуван се у Херцеговини производ од 17. века. Разне државе су често уводиле монопол на трговину, што се заобилазило кријумчарењем. Нпр. у Краљевини Југославији је процењен губитак за државну касу од четири милијарде динара 1930-36.

### Савремена историја
Након научних открића из средине 20. века, дуван је осуђиван као опасност по здравље, и на крају је идентификован као директни узрочник рака, као и низа других респираторних и циркулаторних болести. У Сједињеним Државама то је довело до Споразума о поравнању дуванских дозвола, којим су решене тужбе у замену за комбинацију годишњих плаћања држави и добровољних ограничења рекламирања и пласирања дуванских производа.
Током седамдесетих година, Браун & Вилијамсон су укрштањем сојева дувана произвели Y1. Овај сој дувана је садржао необично високу количину никотина, скоро удвостручујући његов садржај са 3,2-3,5% на 6,5%. Током деведесетих година то је подстакло Управу за храну и лекове да користи овај сој као доказ да дуванска индустрија намерно манипулише садржај никотина у цигаретама.
Године 2003, као одговор на пораст коришћења дувана у земљама у развоју, Светска здравствена организација је успешно прикупила подршку 168 земаља да потпишу Оквирну конвенцију о контроли дувана. Конвенција је осмишљена да подстакне ефикасно законодавство и његово спровођење у свим земљама, како би смањили штетни ефекти дувана. То је довело до развоја производа за прекид пушења.